# Serkan Temel
Serkan Temel (* 23. Mai 1985 in Berlin) ist ein deutsch-türkischer Film- und Theaterschauspieler.
Temel absolvierte ein Schauspielstudium an der Anton-Bruckner-Universität in Linz. Seit dem Jahr 2007 steht er in verschiedenen Theatern auf der Bühne. Im Jahre 2010 beispielsweise spielte er die Figur des Jean Michel in der Theaterkomödie „Ein Käfig voller Narren“.
Von Januar bis Juni 2012 war Temel Mitglied des Ensembles der ARD-Dauerserie Lindenstraße, in der er die Rolle des Florin Baraj – eines kosovarischen Romas – von Folge 1376 bis Folge 1398 (Erstausstrahlung vom 15. April bis zum 30. September 2012) verkörperte. 